# Impasse Bouvart
Pour les articles homonymes, voir Bouvart.
L'impasse Bouvart est une voie située dans le quartier de la Sorbonne du 5e arrondissement de Paris.

## Situation et accès
Elle débute au no 8 rue de Lanneau et se termine en impasse.
L'impasse Bouvart est desservie à proximité par la ligne 10 à la station Maubert-Mutualité.

## Origine du nom
Selon Jean de La Tynna, elle tient son nom des étables à bœufs qui y étaient situées tout comme la proche impasse des Bœufs. D'après les frères Lazare, elle porte le nom d'un propriétaire de l'époque.

## Historique
Cette très ancienne voie de Paris remonte à 1380 quand elle était appelée « chemin Longue-Allée » et qu'elle traversait le clos Bruneau. Elle prit ensuite le nom de « ruelle Josselin » (ou Jousselin, Jousseline, Jusseline) puis, en 1539, celui de « ruelle Saint-Hilaire ».
Ce n'est qu'en 1880 qu'elle devient le « cul-de-sac Bouvart » puis l'« impasse Bouvart » ; elle aurait dû être supprimée mais cela ne se fit pas.